# George Wilkinson
George Wilkinson (Manchester, 3 de març de 1879 – Manchester, 7 d'agost de 1946) va ser un waterpolista anglès que va competir a cavall del segle xix i el segle xx. Va guanyar tres medalles d'or en la competició de waterpolo en els tres Jocs Olímpics que disputà: el 1900, 1908 i 1912.